# Іванівка (Олександрівська селищна громада)
Іва́нівка (в минулому — Янівка) — село в Україні, в Олександрівській селищній громаді Кропивницького району Кіровоградської області. Населення становить 319 осіб.

## Символіка

### Герб
У лазуровому щиті з опуклою золотою базою золота кисть у стовп, що випускає золоте сяйво.

### Прапор
У центрі блакитного квадратного полотнища жовте сяйво. По краях полотнища жовта стінозубчаста облямівка. Ширина облямівки становить 1/20 ширини прапора.

## Історія
Була маєтком декабриста Йосипа Поджіо (1792-1848).
Станом на 1885 рік у колишньому власницькому селі Янівка Староосотської волості Чигиринського повіту Київської губернії мешкало 1620 осіб, налічувалось 270 дворових господарств, існували православна церква, школа, 2 постоялих будинки, лавка.
За переписом 1897 року кількість мешканців зросла до 2320 осіб (1127 чоловічої статі та 1193 — жіночої), з яких 2285 — православної віри.
В селі збереглася дерев'яна церква, збудована, імовірно, у ХІХ ст.

## Населення
Згідно з переписом УРСР 1989 року чисельність наявного населення села становила 544 особи, з яких 196 чоловіків та 348 жінок.
За переписом населення України 2001 року в селі мешкало 319 осіб.

### Мова
Розподіл населення за рідною мовою за даними перепису 2001 року:
| Мова       | Відсоток |
| ---------- | -------- |
| українська | 94,67 %  |
| молдовська | 2,82 %   |
| російська  | 1,88 %   |
| інші       | 0,63 %   |

## Відомі люди
- Баклан Дмитро Лукич (* 1940) — депутат Верховної Ради УРСР 9-10-го скликань.
- Куцевол Василь Степанович (1920 — 2001) — український радянський діяч, депутат Верховної Ради УРСР та СРСР.